# Balascheika
Balascheika (russisch Балашейка) ist eine Siedlung städtischen Typs in der Oblast Samara (Russland) mit 2930 Einwohnern (Stand 14. Oktober 2010).

## Geschichte
Die Siedlung wurde in den Jahren zwischen 1720 und 1730 von Kosaken gegründet.

## Bevölkerungsentwicklung
| Jahr | Einwohner |
| ---- | --------- |
| 2002 | 3104      |
| 2010 | 2930      |

Anmerkung: Volkszählungsdaten